# Maria Reiter
Maria Reiter (Berchtesgaden, 13 de dezembro de 1909 — Munique, 28 de julho de 1992), conhecida como "Mimi" ou "Mitzi", foi uma pintora alemã, e também namorada de Adolf Hitler no final dos anos 1920. Ela contou sua história à revista alemã Stern em 1959.

## Biografia
Reiter era filha de um funcionário do Partido Social Democrata em Berchtesgaden.

## Relacionamento com Adolf Hitler
Hitler encontrou Reiter quando ela estava trabalhando em uma loja em Obersalzberg, um dos refúgios favoritos de Hitler. De acordo com a própria Reiter, Hitler se tornou amigo dela quando ele tinha 37 anos e ela 16, e a convidou para sair. No final da noite ele fez um avanço sexual grosseiro para ela, o que ela rejeitou, mas eles se beijaram. Teve uma série de outras datas durante as quais Hitler se tornou cada vez mais apaixonado por ela. De acordo com o artigo Hitler disse a ela "que queria que ela fosse sua esposa, para fundar uma família com ela, ter filhos loiros, mas no momento ele não tinha tempo para pensar nessas coisas". Repetidamente falou de Hitler, seu dever, sua missão. Disse-lhe para esperar por ele e que eles iriam viver juntos. Após esta declaração Hitler a ignorou por meses, mergulhando-a em depressão. Em desespero, ela tentou se enforcar, mas seu cunhado, encontrou-a e cortou a corda antes de Reiter morrer.
Depois desse episódio Reiter desistiu de Hitler e se casou com um hoteleiro local. Mas o casamento não foi um sucesso. Em 1931, Reiter deixou o marido. Depois de uma visita de Rudolf Hess convenceu-se de seu contínuo interesse em Hitler. Ela viajou para Munique para ver Hitler mais uma vez. Reiter afirma que ela passou a noite com Hitler e que "eu deixei tudo acontecer. Eu nunca tinha sido tão feliz como eu era naquela noite". Hitler sugeriu que ela permanecesse em Munique, como sua amante, mas Reiter queria casamento. Hitler temia que um relacionamento com uma mulher que tinha deixado o marido seria politicamente prejudicial para ele, então, o casal se separou. No entanto Hitler delegou seu advogado pessoal Hans Frank para lidar com o divórcio dela.
Em 1934, após a ascensão de Hitler ao poder, Reiter encontrou-se mais uma vez com ele e este novamente pediu a ela para se tornar sua amante. Novamente ela se recusou. Isso levou a uma discussão em que Hitler irritado reiterou que ele não poderia se casar ou ter filhos porque ele tinha uma "grande missão" a cumprir. Eventualmente Mimi casou-se com Georg Kubisch, um oficial um oficial da SS de patente Hauptsturmführer em 1936. Hitler felicitou Kubisch em seu casamento em uma assembleia da SS em Munique. O último encontro foi em 1938, quando, de acordo com Mimi, Hitler expressou sua insatisfação com seu relacionamento com Eva Braun. Kubisch foi morto em 1940 durante a Batalha de Dunquerque, depois o que Hitler mandou a Mimi cem rosas vermelhas.
Os detalhes da história de Reiter sobre seu relacionamento físico não podem ser confirmados, embora o fato de que Hitler estava apaixonado por ela foi afirmado por sua irmã Paula Hitler, que afirmou que ela era a única mulher que poderia ter refreado seus impulsos destrutivos.